# Louis-Numa Baragnon
Pour les articles homonymes, voir Baragnon.
Louis-Numa Baragnon, né le 24 novembre 1835 à Nîmes, où il est mort le 18 mai 1892, est un avocat et homme politique français.

## Biographie
D’une famille catholique nîmoise dont la fortune, engagée dans la navigation du Rhône, aurait été compromise par la construction du chemin de fer, son père Maxime était un négociant légitimiste. Neveu du député bonapartiste Numa Baragnon, après avoir terminé ses études chez les Augustins de l'Assomption sous le P. d'Alzon, il suivit les cours de droit et fut admis au barreau de sa ville natale, où il se fit une large place, grâce à une voix retentissante et à sa facilité de parole.
Conseiller municipal de Nîmes, il s’était déjà signalé, dans l’Opinion du Midi, le journaliste légitimiste nimois, par l’ardeur de ses opinions légitimistes et l’Indépendance du Midi, feuille cléricale, où la vivacité de ses polémiques lui causa plusieurs mésaventures. Réélu au Conseil municipal en 1870, il fut nommé membre de la commission installée provisoirement à Nîmes après la Proclamation de la République française du 4 septembre 1870. Non seulement il ne croyait pas, à cette époque, devoir refuser des fonctions qui établissaient une certaine solidarité entre lui et le gouvernement républicain, mais il signa le premier une proclamation affichée, le 6 septembre 1870, sur les murs de Nîmes déclarant : « République et Patrie sont deux expressions inséparables ; attaquer l’une serait perdre l’autre … la République, c’est-à-dire le gouvernement de tous, la France maitresse de ses destinées, la liberté reconquise … La victoire est facile quand le drapeau qui va marcher au-devant de l’ennemi est celui de la République. » De même, il parlait des hommes du 4 septembre, de ce gouvernement qu’il devait plus tard qualifier à la tribune de « gouvernement de hasard » comme « Des hommes qui ont combattu toute leur vie pour la liberté demandent à la liberté la salut de la France. Nous serons avec eux. » La proclamation qu’il signa avec ses collègues se terminait par ce cri : « Vive la République ! »; Par la suite, lorsqu’il se présenta comme candidat réactionnaire dans le département du Gard, il expliqua cette exclamation comme un salut respectueux au drapeau en face de l’ennemi. Élu, le 8 février 1871, il siégea à l’extrême-droite sur les bancs de la droite légitimiste et cléricale et ne tarda pas à se faire remarquer comme l’un des porte-parole du parti légitimiste. Accusant de jour en jour davantage son attitude monarchique, il fut, en 1872, délégué avec Ernoul, pour porter au comte de Chambord, qui l’attendait à Anvers, le fameux manifeste qui fit tant de bruit l’engageant à accepter le drapeau tricolore. Dès lors, il s’associa à toutes les tentatives faites pour rétablir la monarchie en France.
Il attaqua Thiers et, après sa chute, fut sous-secrétaire d'État à la vice-présidence du Conseil et à l’Intérieur sous le deuxième gouvernement Albert de Broglie du 26 novembre 1873 au 21 mai 1874. À ce titre, il eut à défendre devant la Chambre la loi des maires ; ce fut au cours de cette discussion qu’il aurait prononcé ces mots presque historiques : « Il faut que la France marche. » Il est vrai que Baragnon a toujours protesté contre le sens qu’on avait donné à ces paroles ; il avait simplement dit que, malgré les dissentiments, il fallait que les affaires marchassent. Il passa ensuite au sous-secrétariat de la Justice à la Justice sous le gouvernement Ernest Courtot de Cissey du 23 mai 1874 au 9 mars 1875. jusqu’à la formation du cabinet Dufaure.
Les électeurs du Gard ne paraissent pas avoir été très satisfaits de sa représentation, car la circonscription d’Uzès, où il posa sa candidature, après le vote de la Constitution, aux élections sénatoriales du 20 février 1876, lui préféra le candidat républicain, Malet, élu à une très grande majorité. Il se porta ensuite candidat en 1876 aux élections législatives dans l’arrondissement d’Uzès, il fut encore battu. Après le 16 mai et la dissolution de la Chambre, il fut élu, mais son élection fut invalidée et il ne fut pas réélu. Il rentra dans la vie politique à la fin de 1878 comme sénateur inamovible, grâce à la droite, qui dominait encore dans le Sénat. Dès qu’il fut entré au Luxembourg, le fougueux orateur monarchiste prit néanmoins une part de moins en moins active aux discussions et finit par se taire complètement.
On a dit que Numa Baragnon avait servi de modèle à Alphonse Daudet pour son Numa Roumestan, mais le romancier s’en est toujours défendu.

## Galerie d'images

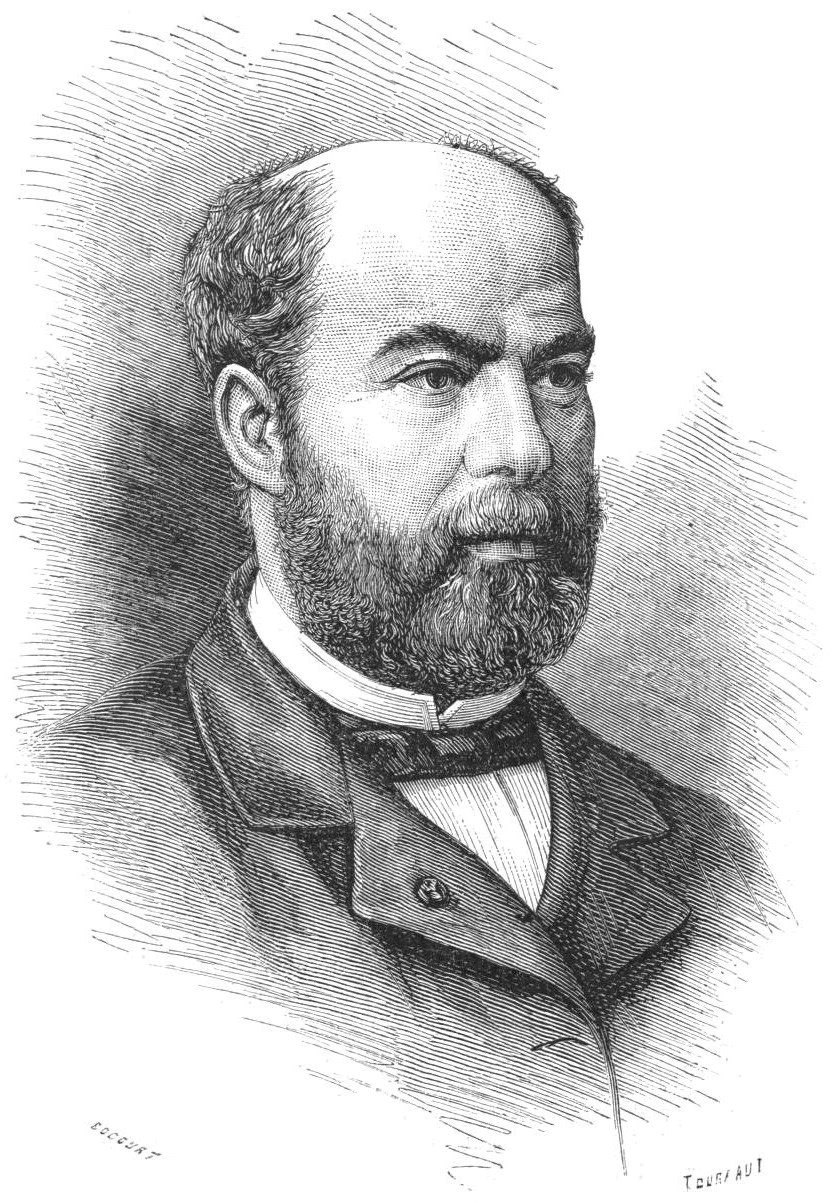
Louis-Numa Baragnon, par Bocourt d’après Walery.
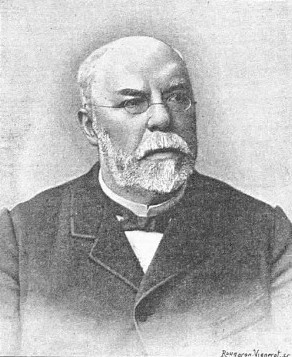
Louis-Numa Baragnon, par Eugène Pirou.
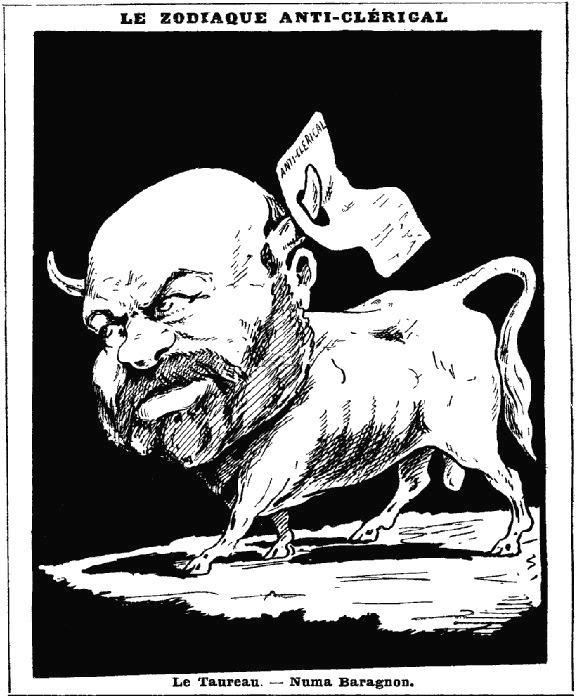
Caricature par Bataille dans l’Anti-clérical, n° 214, en 1881.

## Sources
- « Louis-Numa Baragnon », dans Adolphe Robert et Gaston Cougny, Dictionnaire des parlementaires français, Edgar Bourloton, 1889-1891 [détail de l’édition]
- Revue universelle : recueil documentaire universel et illustré, Paris, Larousse, 1892 (lire en ligne), p. 1214.
- Adolphe Bitard, Dictionnaire de biographie contemporaine française et étrangère : contenant les noms, prénoms, pseudonymes de tous les personnages célèbres du temps présent, l’histoire de leur vie, de leurs actes et de leurs œuvres, la date de leur naissance et des principaux évènements de leur carrière, Paris, L. Vanier, 1880, 1198 p. (lire en ligne), p. 75.
- Jules Clère, Biographie des députés : avec leurs principaux votes depuis le 8 février 1871 jusqu’au 15 juin 1875, Paris, Garnier frères, 1875, 848 p. (lire en ligne), p. 63.
- « Baragnon (Louis-Numa) », dans Dictionnaire biographique du Gard, Paris, Flammarion, coll. « Dictionnaires biographiques départementaux » (no 45), 1904 (BNF 35031733, lire en ligne), p. 55-57.